# Discographie de Michel Polnareff
Cet article regroupe la discographie de Michel Polnareff.

## Albums studio
| Année | Album                   | Classements | Classements | Classements | Certifications françaises |
| Année | Album                   | ,           | [ 3 ]       | [ 4 ]       | Certifications françaises |
| ----- | ----------------------- | ----------- | ----------- | ----------- | ------------------------- |
| 1966  | Love Me, Please Love Me | 9           |             | -           | Or                        |
| 1968  | Le Bal des Laze         | 13          |             | -           | -                         |
| 1971  | Polnareff's             | 37          |             | -           | -                         |
| 1974  | Michel Polnareff        | -           |             | -           | -                         |
| 1975  | Fame à la mode          | 28          |             | -           | Or                        |
| 1978  | Coucou me revoilou      | 29          |             | -           | Or                        |
| 1981  | Bulles                  | 15          |             | -           | Platine                   |
| 1985  | Incognito               | 33          |             | -           | Or                        |
| 1990  | Kâmâ Sutrâ              | 8           |             | -           | 2 × Or,                   |
| 2018  | Enfin !                 | 4           | 7           | 29          | Or                        |
| 2025  | Un temps pour elles     |             |             |             |                           |

Les cases grisées signifient que les classements de ce pays n'existaient pas lors de la sortie du disque ou que ceux-ci sont indisponibles.

## Album studio de reprises
- 2022 : Polnareff chante Polnareff (reprises en piano-voix de quelques uns de ses anciens succès - 60 000 ventes[8] - certifié  Or[1])

## Albums live
| Année | Album | Classements | Classements | Classements | Certifications françaises |
| Année | Album | ,           | [ 3 ]       | [ 4 ]       | Certifications françaises |
| ----- | --- | ----------- | ----------- | ----------- | ------------------------- |
| 1972  | Polnarévolution |             | 140         | -           | -                         |
| 1982  | Show télé 82/Public |             |             | -           | -                         |
| 1996  | Live at the Roxy | 1           | 11          | -           | Platine                   |
| 2007  | Ze re Tour 2007 | 13          | 27          | 69          | Or                        |
| 2016  | À l'Olympia | 31          | 20          | -           | -                         |
| 2022  | Polnareff à Tokio (Barclay / Universal) (enregistré le 20 novembre 1972 au Koseinenkin Hall à Tokyo ; réédition à l'occasion du cinquantième anniversaire de l'édition originelle parue uniquement au Japon), | 152         | -           | -           | -                         |
| 2023  | La tournée historique | 25          | 145         | -           | -                         |

## Projet alternatif
- 1980 : Ménage à trois (avec Michel Colombier)

## Compilations
- 1969 : Michel Polnareff, Le disque d'or des disques d'or
- 1973 : Polnareve
- 1973 : Polnareve 2
- 1973 : Pack 20
- 1975 : Michel Polnareff (double Album)
- 1975 : Michel Polnareff, Le disque d'or des disques d'or (volume 2)
- 1976 : Michel Polnareff
- 1977 : Michel Polnareff, Super star télé (volume 1)
- 1977 : Michel Polnareff, Super star télé (volume 2)
- 1981 : Les Grandes Chansons de Michel Polnareff (réédité en 1989)
- 1988 : Michel Polnareff (Double Album)
- 1991 : La Compilation (rééditée en 1998) (certifié  Platine[1])
- 1997 : Les Premières Années
- 1999 : Nos (maux) mots d'amour
- 2003 : Passé présent (certifié  2 × Or[1])
- 2004 : Passé simple
- 2006 : Les 100 plus belles chansons de Michel Polnareff
- 2009 : Triple Best of
- 2011 : Le Cinéma de Polnareff
- 2014 : Michel Polnareff, Salut les copains
- 2014 : Michel Polnareff, double best of
- 2016 : Polnabest
- 2017 : Pop Rock en stock (L'intégrale... ou presque)

## Musiques de film
- 1969 : Erotissimo
- 1969 : Musique de scène de « Rabelais » (théâtre)
- 1969 : L'Indiscret
- 1970 : La Pomme de son œil (téléfilm)
- 1971 : Ça n'arrive qu'aux autres
- 1971 : La Folie des grandeurs
- 1974 : D'Artagnan l'Intrépide
- 1976 : Lipstick
- 1984 : La Vengeance du serpent à plumes

## Singles

### 45 tours quatre titres (EP)
- 1966. Face A : La Poupée qui fait non. Chère Véronique. Face B : Beatnik. Ballade pour toi.
- 1966. Face A : Love Me, Please Love Me. Face B : L'Amour avec toi. Ne me marchez pas sur les pieds.
- 1966. Face A : Sous quelle étoile suis-je né ?. Time will tell. Face B : L'Oiseau de nuit. Histoire de cœur.
- 1967. Face A : Ta-ta-ta-ta. Rosée d'amour n'a pas vu le jour, rosée du jour n'a pas eu d'amour. Face B : Le Pauv' Guitariste. Complainte à Michaël.
- 1967. Face A : Âme câline. Fat Madame. Face B : Le Roi des fourmis. Le Saule pleureur.
- 1967. Face A : Mes regrets. Miss Blue Jeans. Face B : Dame dame.
- 1968. Face A : Le Bal des Laze. Le Temps a laissé son manteau. Face B : Encore un mois, encore un an. Y'a qu'un ch'veu.
- 1968. Face A :  Jour après jour. Les Grands Sentiments humains. Face B : Pipelette. Oh ! Louis.
- 1968. Face A :  Pourquoi faut-il se dire adieu ? Ring-a-ding. Face B : J'ai du chagrin Marie. L'Affreux Jojo.

### 45 tours deux titres (SP)
- 1969. Face A : Tous les bateaux, tous les oiseaux. Face B : Tout, tout pour ma chérie.
- 1969. Face A : La Michetonneuse. Face B : Dans la maison vide.
- 1970. Face A : Un train ce soir. Face B : Avec Nini.
- 1970. Face A : Gloria. Face B : Je suis un homme
- 1971. Face A : Qui a tué grand-maman ? (en hommage à Lucien Morisse). Face B : Nos mots d'amour.
- 1971. Face A : Allô Georgina. Face B : Comme Juliette et Roméo.
- 1972. Face A : Holidays. Face B : La Mouche.
- 1972. Face A : On ira tous au paradis. Face B : Je cherche un job.
- 1973. Face A : I love you because. Face B : Rosy.
- 1974. Face A : Tibili. Face B : La Fille qui rêve de moi.
- 1976. Face A : Fame à la mode. Face B : Wandering man.
- 1977. Face A : Lettre à France. Face B : Mademoiselle de.
- 1978. Face A : Une simple mélodie. (avec Jaco Pastorius) Face B : J'ai tellement de choses à te dire.
- 1981. Face A : Je t'aime. Face B : Joue-moi de toi.
- 1981. Face A : Je t'aime. Face B : Tam-Tam.
- 1984. Face A : Viens te faire chahuter. Face B : Dans la rue.
- 1984. Face A : Y a que pas pouvoir qu'on peut. Face B : Dans la rue (remix).
- 1984. Face A : Sur un seul mot de toi (remix). Face B : Bronzer vert.
- 1984. Face A : La Belle Veut Sa Revanche (Encore Et Encore). Face B : La Belle Veut Sa Revanche. (extrait de la B.O. du film La Vengeance du Serpent à Plumes)
- 1989. Face A : Goodbye Marylou (remix). Face B : Goodbye Marylou (remix version longue).
- 1989. Face A : Toi et Moi. Face B : Dans la rue.
- 1990. Face A : Kama-Sutra. Face B : Bronzer Vert.
- 1990. Face A : LNA HO. Face B : Lipstick.
- 1991. Face A : Tibili. Face B : I love you because.
- 1992. Face A : Lettre à France.  Face B : LNA HO.

### CD Singles
- 1989. Toi et moi. Dans la rue. (également en 45T SP)
- 1990. Kama-Sutra. Bronzer vert. (également en 45T SP)
- 1991. LNA HO. Lipstick. (également en 45T SP)
- 1991. Tibili. I love you because (également en 45T SP) (promo)
- 1992. Lettre à France. LNA HO (également en 45T SP)
- 1996. La Poupée qui fait non (version Roxy)
- 1996. Tout tout pour ma chérie. Goodbye Marylou (version Roxy) (promo)
- 1999. Je rêve d'un monde (When I'm in love)
- 2006. Ophélie Flagrant des Lits. Ophélie remix Bob Sinclar.

### Singles virtuels
- 2007. L'Homme qui pleurait des larmes de verre (version Bercy 2007)
- 2015. L'Homme en rouge
- 2024. Sexcetera

## Discographie en langues étrangères
- 1966. Face A : No no no no. Face B : Beatnik (Angleterre)
- 1966. Face A : Meine Puppe sagt non. Face B : Gammler-Ballade (Beatnik) (Allemagne)
- 1966. Face A : L'Amour avec toi. Face B : Ich will dich lieben (Allemagne)
- 1969. Face A : Sonne, Wind und Meer. Face B : Komm, schön ist die Welt (Allemagne)
- 1966. Face A : Love Me, Please Love Me. Face B : Amart (Espagne)
- 1966. Face A : Una bambolina che fa no. Face B : La lezione del capellone (Italie)
- 1966. Face A : Love Me, Please Love Me. Face B : Amore con te (Italie)
- 1967. Face A : La ragazza ta ta ta. Face B : L'usignolo (Italie)
- 1969. Face A : Âme Caline Face B : La Tribù (Hippy Jeeeh !) (Italie)
- 1969. Face A : Un amore fa Face B : Cherie cherie (Italie)
- 1969. Face A : Todos los barcos, los pajaros y el sol (Chanté en espagnol) Face B : La Michetonneuse (Chanté en français)

## Chansons écrites pour d'autres
Michel Polnareff a peu écrit pour d'autres artistes, le plus courant étant des reprises de ses propres chansons.
- 1967 : Je n'ai pas osé pour Dominique Walter (sur le 45T Les petits boudins)
- 1978 : Moi mes histoires (no not again) pour Régine (sur le 33T Jackpot) (musique reprise de la BO de Lipstick (Lipstick Montage) sur un texte de Jean-Loup Dabadie)[13]

## Classement et ventes des singles
| Années | Titres                                  | Classement des ventes | Classement des ventes | Classement des ventes | Classement des ventes | Classement des ventes | Classement des ventes | Classement des ventes | Classement des ventes | Classement des ventes | Ventes françaises, |
| Années | Titres                                  | ,                     | Wa                    | Fl                    | [ 16 ]                | [ 16 ]                | [ 16 ]                | [ 16 ]                | [ 16 ]                | [ 17 ]                | Ventes françaises, |
| ------ | --------------------------------------- | --------------------- | --------------------- | --------------------- | --------------------- | --------------------- | --------------------- | --------------------- | --------------------- | --------------------- | ------------------ |
| 1966   | La Poupée qui fait non                  | 2                     | 1                     | 2                     | 2                     | 6                     | 15                    | —                     | —                     | —                     | 200 000            |
| 1966   | Love Me, Please Love Me                 | 1                     | 1                     | 7                     | 15                    | 7                     | 21                    | —                     | 80                    | —                     | 300 000            |
| 1966   | Sous quelle étoile suis-je né ?         | 6                     | 3                     | 13                    | —                     | —                     | —                     | —                     | —                     | —                     | 150 000            |
| 1967   | Ta Ta Ta                                | 2                     | 2                     | 7                     | 8                     | —                     | 33                    | 18                    | —                     | —                     | 150 000            |
| 1967   | Âme caline                              | 4                     | 8                     | —                     | —                     | —                     | —                     | —                     | —                     | —                     | 150 000            |
| 1967   | Mes regrets                             | —                     | 13                    | —                     | —                     | —                     | —                     | —                     | —                     | —                     | 50 000             |
| 1968   | Le Bal des Laze                         | 7                     | 14                    | —                     | —                     | —                     | —                     | —                     | —                     | —                     | 100 000            |
| 1968   | Jour après jour                         | 10                    | 22                    | —                     | —                     | —                     | —                     | —                     | —                     | —                     | 50 000             |
| 1969   | Ring-a-ding                             | —                     | 16                    | —                     | —                     | —                     | —                     | —                     | —                     | —                     | 50 000             |
| 1969   | Tous les bateaux, tous les oiseaux      | 4                     | 5                     | —                     | —                     | —                     | —                     | —                     | —                     | —                     | 300 000            |
| 1969   | Dans la maison vide                     | 1                     | 1                     | —                     | —                     | —                     | —                     | —                     | —                     | —                     | 300 000            |
| 1970   | Un train, ce soir                       | 29                    | 21                    | —                     | —                     | —                     | —                     | —                     | —                     | —                     | 75 000             |
| 1970   | Gloria / Je suis un homme               | 2                     | 7                     | —                     | —                     | —                     | —                     | —                     | 33                    | —                     | 300 000            |
| 1971   | Allô Georgina / Comme Juliette et Roméo | 13                    | 5                     | 25                    | —                     | —                     | —                     | —                     | —                     | —                     | 100 000            |
| 1971   | Qui a tué grand-maman ?                 | 38                    | 17                    | —                     | —                     | —                     | —                     | —                     | —                     | —                     | NC                 |
| 1971   | Tout, tout pour ma chérie               | —                     | —                     | —                     | —                     | —                     | —                     | —                     | 6                     | —                     | NC                 |
| 1971   | Ça n'arrive qu'aux autres               | 7                     | 19                    | —                     | —                     | —                     | —                     | —                     | 71                    | —                     | 75 000             |
| 1972   | Holidays                                | 4                     | 5                     | —                     | —                     | —                     | —                     | —                     | 5                     | —                     | 300 000            |
| 1972   | On ira tous au paradis                  | 5                     | 6                     | —                     | —                     | —                     | —                     | —                     | 33                    | —                     | 250 000            |
| 1973   | I Love You Because                      | 12                    | 24                    | —                     | —                     | —                     | —                     | —                     | 27                    | —                     | 150 000            |
| 1974   | Tibili                                  | 27                    | 31                    | —                     | —                     | —                     | —                     | —                     | 40                    | —                     | NC                 |
| 1975   | Fame à la mode                          | 34                    | 22                    | —                     | —                     | —                     | —                     | —                     | —                     | —                     | NC                 |
| 1976   | Jesus For Tonight (If You Only Believe) | —                     | —                     | —                     | —                     | —                     | —                     | —                     | —                     | 48                    | NC                 |
| 1976   | Lipstick                                | 25                    | 31                    | —                     | —                     | —                     | —                     | —                     | —                     | 61                    | NC                 |
| 1977   | Lettre à France                         | 2                     | 6                     | —                     | —                     | —                     | —                     | —                     | —                     | —                     | 300 000            |
| 1978   | Une simple mélodie                      | 21                    | —                     | —                     | —                     | —                     | —                     | —                     | —                     | —                     | 100 000            |
| 1981   | Tam Tam (l'homme préhisto)              | 12                    | —                     | —                     | —                     | —                     | —                     | —                     | —                     | —                     | 250 000            |
| 1984   | Viens te faire chahuter                 | 25                    | —                     | —                     | —                     | —                     | —                     | —                     | —                     | —                     | 80 000             |
| 1989   | Goodbye Marylou                         | 16                    | —                     | —                     | —                     | —                     | —                     | —                     | —                     | —                     | 100 000            |
| 1990   | Toi et moi...                           | 45                    | —                     | —                     | —                     | —                     | —                     | —                     | —                     | —                     | NC                 |
| 1990   | Kâma-Sutra                              | 47                    | —                     | —                     | —                     | —                     | —                     | —                     | —                     | —                     | NC                 |
| 1999   | Je rêve d'un monde                      | 20                    | 31                    | —                     | —                     | —                     | —                     | —                     | —                     | —                     | NC                 |
| 2006   | Ophélie flagrant des lits               | 28                    | —                     | —                     | —                     | —                     | —                     | —                     | —                     | —                     | NC                 |
| 2015   | L'Homme en rouge                        | 74                    | 43                    | —                     | —                     | —                     | —                     | —                     | —                     | —                     | NC                 |
| 2018   | Grandis pas                             | 164                   | —                     | —                     | —                     | —                     | —                     | —                     | —                     | —                     | NC                 |

## Vidéographie
- 2007 - Ze Retour 2007 le DVD
- 2014 - Classics Vintage (Coffret 2 DVD : Les grands moments TV : émissions, interviews, clips + un livret 48 pages)